# László Hammerl
László Hammerl, född 15 februari 1942 i Budapest, död 3 maj 2024 i Budapest, var en ungersk sportskytt.
Hammerl blev olympisk guldmedaljör i gevär vid sommarspelen 1964 i Tokyo.